# 13a Mostra Internacional de Cinema de Venècia
La 13a Mostra Internacional de Cinema de Venècia va tenir lloc del 20 d'agost al 12 de setembre de 1952.

## Jurat
- Mario Gromo (president)[2]
- Filippo Sacchi
- Enrico Falqui
- Giuseppe Ungaretti
- Pericle Fazzini
- Enzo Masetti
- Sandro De Feo
- Carlo Trabucco
- Luigi Rognoni

## Pel·lícules en competició
| Títol                           | Director(s)           | País de producció         |
| ------------------------------- | --------------------- | ------------------------- |
| The Brave Don't Cry             | Philip Leacock        | Regne Unit                |
| Le Roi et l'Oiseau              | Paul Grimault         | França                    |
| Jocs prohibits                  | René Clément          | França                    |
| The Quiet Man                   | John Ford             | Estats Units / Regne Unit |
| Carrie                          | William Wyler         | Estats Units              |
| Death of a Salesman             | László Benedek        | Estats Units              |
| Saikaku Ichidai Onna            | Kenji Mizoguchi       | Japó                      |
| Phone Call from a Stranger      | Jean Negulesco        | Estats Units              |
| Mandy                           | Alexander Mackendrick | Regne Unit                |
| Europa 51                       | Roberto Rossellini    | Itàlia                    |
| The Importance of Being Earnest | Anthony Asquith       | Regne Unit                |
| Genghis Khan                    | Manuel Conde          | Filipines                 |

## Premis
- Lleó d'Or
  - Millor pel·lícula - Jocs prohibits (René Clément)
- Premi especial del jurat:
  - Mandy (Alexander Mackendrick)
- Copa Volpi
  - Millor Actor - Fredric March (Death of a Salesman)
- Premi Osella
  - Millor guió original - Phone Call from a Stranger (Nunnally Johnson)
  - Millor pel·lícula original - La Putain respectueuse (Georges Auric)
  - Millor disseny de producció - The Importance of Being Earnest (Carmen Dillon)
- Premi Internacional 
  - Europa 51 (Roberto Rossellini)
  - The Quiet Man (John Ford)
  - Saikaku Ichidai Onna (Kenji Mizoguchi)
- Premi FIPRESCI 
  - Les Belles de nuit (René Clair)
- Premi OCIC 
  - The Quiet Man (John Ford)
- Premi Pasinetti 
  - The Quiet Man (John Ford)